# Tour della nazionale maschile di rugby a 15 delle Samoa Occidentali 1988
Non invitata alla Coppa del Mondo di rugby 1987, la Samoa sarà la grande rivelazione dell'edizione successiva, quando eliminerà il Galles e conquisterà i quarti di finale.
Nel 1988 si reca in Gran Bretagna dove subisce due pesanti sconfitte da Galles e Irlanda

## Risultati
| Dublino 29 ottobre 1988 | Irlanda | 49 – 22 | Samoa | (Lansdowne Road) |

| Cardiff 12 novembre 1988 | Galles | 24 – 6 | Samoa | (Arms Park) |